# Ежи Бытомский
Ежи (Георг) Бытомский (пол. Jerzy bytomski; около 1300 — около 1327) — князь бытомский (1316—1327) (совместно с братом Владиславом).

## Биография
Представитель опольской линии династии Силезских Пястов. Четвертый сын князя Казимира II Бытомского (1253/1257 — 1312) и Елены, происхождение которой неизвестно. 
Информации о жизни Ежи очень очень мало. После смерти своего отца в 1312 году он, в отличие от других своих братьев, самостоятельного княжества не получил. Когда его старший Владислав Бытомский в 1316 году завладел бытомским княжеством, Ежи формально был объявлен его соправителем, хотя никакого участия в управлении княжеством он не принимал. 19 февраля 1327 года князь Ежи Бытомский вместе с братьями Владиславом и Земовитом принес в Опаве оммаж королю Чехии Иоганну Люксембургскому.
Это последнее упоминание в хрониках о Ежи Бытомском как о живом человеке; вероятно, он умер вскоре после этой даты. Он никогда не был женат и не имел детей, и место его захоронения неизвестно.